# Championnat d'Autriche féminin de hockey sur glace
La Dameneishockey-Bundesliga ou DEBL (Ligue de hockey féminin) est le nom actuel du championnat élite d'Autriche de hockey sur glace féminin, organisée par l'Österreichischer Eishockeyverband.

## Historique
Créé en 1998, la ligue est jouée sous la forme d'un championnat à matchs aller-retour. Lors de la saison 2004-05, les meilleures équipes autrichiennes jouent en parallèle dans la Ligue élite de hockey féminin (EWHL). À partir de la saison suivante, ces équipes ne jouent uniquement dans l'EWHL. Dès lors, le titre de champion d'Autriche est décerné à l'issue d'un tournoi, appelé Staatsmeisterschaft ou Championnat national, opposant les équipes de l'EWHL aux meilleures de la DEBL, à l'exception des saisons 2006-07 et 2007-08 où seuls les équipes de l'EWHL s'opposaient. En 2008, à l'image de son équivalent masculin, la DEBL s'ouvre à des clubs de Slovénie.

## Saison 2010-11
Format
Les six équipes engagées en DEBL sont rassemblées au sein d'une poule unique. Elles affrontent chaque adversaire à trois reprises.
L'équipe autrichienne la mieux classée se qualifie pour le Staatsmeisterschaft où elle retrouve les trois équipes autrichiennes engagées en EWHL. Le tournoi est joué sous la forme d'un championnat à matchs aller-retour. Les deux premiers se qualifient pour la finale qui se joue au meilleur des trois matchs. Les deux autres équipes s'affrontent pour la troisième place, également au meilleur des trois matchs.
L'équipe finissant dernière affronte la meilleure équipe autrichienne de 2.DEBL lors d'une série au meilleur des trois matchs. Le vainqueur joue en DEBL pour la saison 2011-12.
Participants
| Dameneishockey-Bundesliga - DEC Dragons Klagenfurt - Neuberg Highlanders - EHV Sabres Vienne 2 - Gipsy Girls Villach - HK Celeia - HK Merkur Triglav Kranj | Staatsmeisterschaft - DEC Salzbourg Eagles - EHC Vienne Flyers - EHV Sabres Vienne - Neuberg Highlanders, Champion DEBL |

## Palmarès
| Saison  | Staatsmeisterschaft     | Dameneishockey-Bundesliga |
| ------- | ----------------------- | ------------------------- |
| 1998-99 | Gipsy Girls Villach     | Gipsy Girls Villach       |
| 1999-00 | Gipsy Girls Villach     | Gipsy Girls Villach       |
| 2000-01 | EHC Vienne Flyers       | EHC Vienne Flyers         |
| 2001-02 | EHV Sabres Vienne       | EHV Sabres Vienne         |
| 2002-03 | EHV Sabres Vienne       | EHV Sabres Vienne         |
| 2003-04 | EHV Sabres Vienne       | EHV Sabres Vienne         |
| 2004-05 | EHV Sabres Vienne       | EHV Sabres Vienne         |
| 2005-06 | EC The Ravens Salzbourg | Red Angels Innsbruck      |
| 2006-07 | EHV Sabres Vienne       | Gipsy Girls Villach       |
| 2007-08 | EHV Sabres Vienne       | DEC Dragons Klagenfurt    |
| 2008-09 | EC The Ravens Salzbourg | HK Merkur Triglav Kranj   |
| 2009-10 | EHV Sabres Vienne       | SPG Kitzbühel/Salzbourg   |
| 2010-11 | EHV Sabres Vienne       | Neuberg Highlanders       |

|   | Équipe                  | Titres |
| - | ----------------------- | ------ |
| 1 | EHV Sabres Vienne       | 8      |
| 2 | EC The Ravens Salzbourg | 2      |
| - | Gipsy Girls Villach     | 2      |
| 4 | EHC Vienne Flyers       | 1      |

## 2.Dameneishockey-Bundesliga
En 2004, en raison du nombre grandissant d'équipes, une seconde division appelée 2.DEBL est créée. Non jouée lors des saisons 2007-08 et 2008-09, elle est ensuite remise en place en étant ouverte à des clubs étrangers.
Participants pour la saison 2010-11
| Division Est - 1. DEC Devils Graz - Tornados Ice Cats Linz - Neuberg Highlanders 2 - HK Celeia 2 | Division Ouest - Red Angels Innsbruck - EC "Die Adler" Kitzbühel - EC Icemice Telfs |

| Saison  | Champion                  |
| ------- | ------------------------- |
| 2004-05 | Kundl Crocodiles          |
| 2005-06 | EHV Sabres Vienne 2       |
| 2006-07 | EC The Ravens Salzbourg 2 |
|         |                           |
| 2009-10 | FTC Eagles Budapest       |
| 2010-11 |                           |